# Hamasen

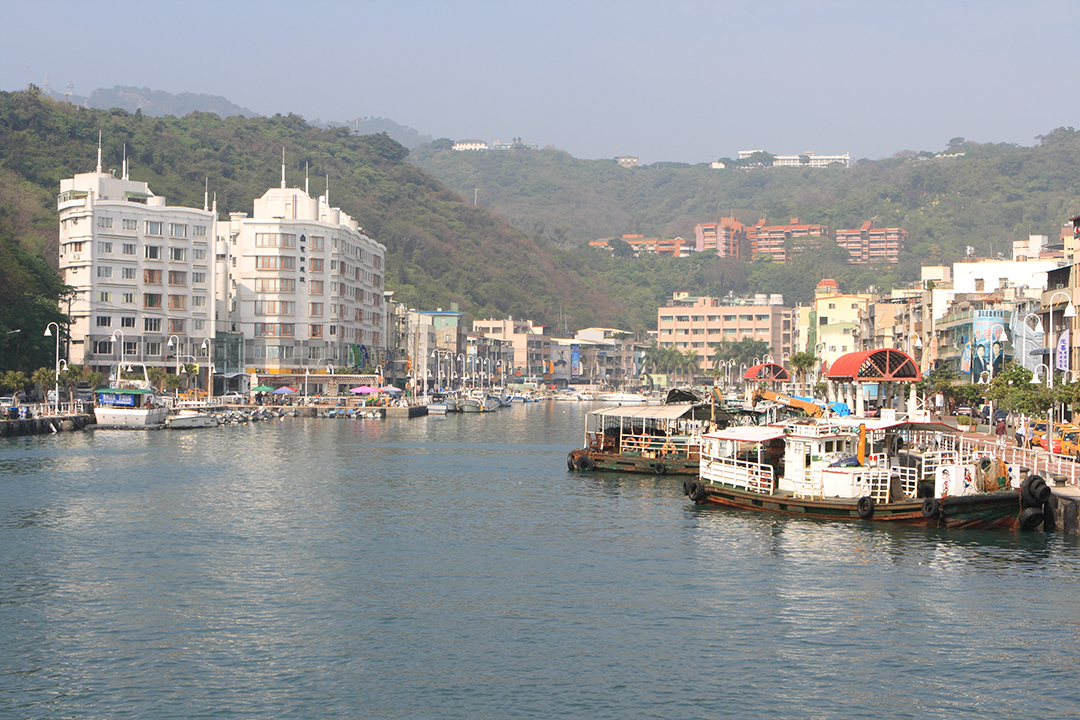
Blick auf den Fischereihafen

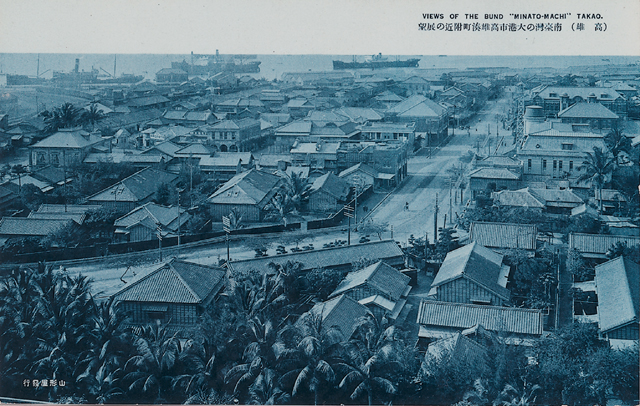
Minatomachi zur japanischen Kolonialzeit

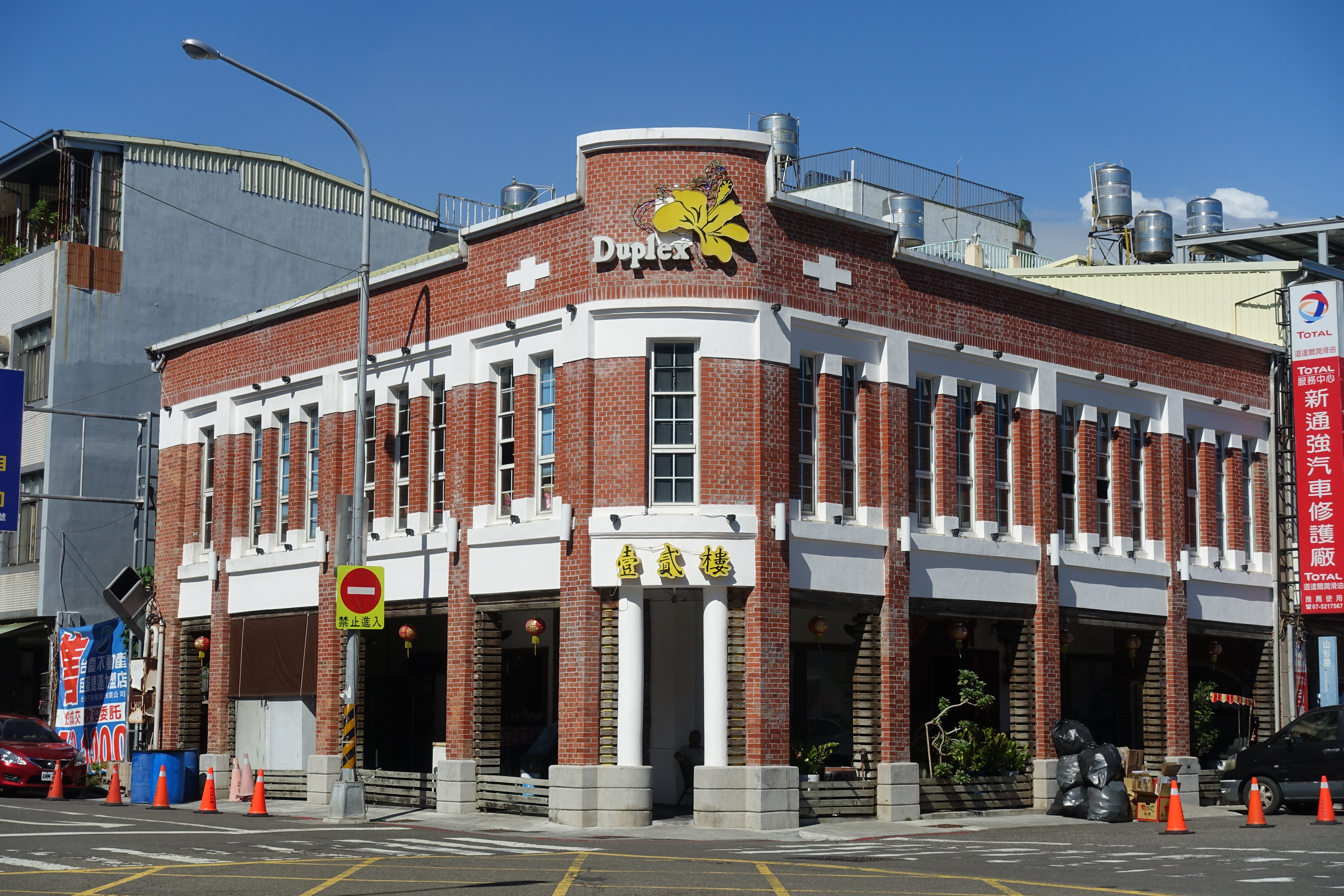
Renoviertes Gebäude aus der Kolonialzeit

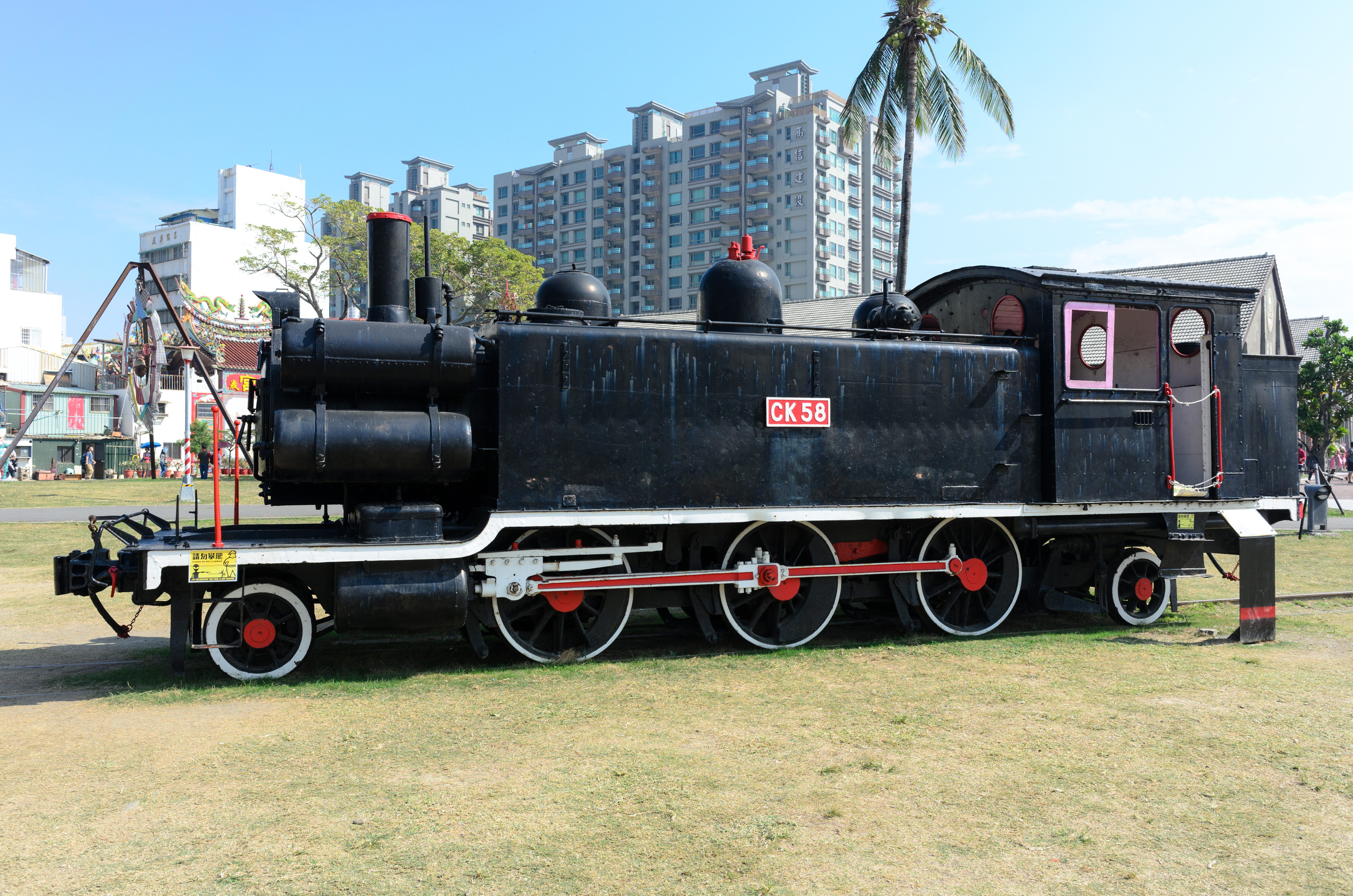
Lokomotive im Eisenbahn-Kulturpark

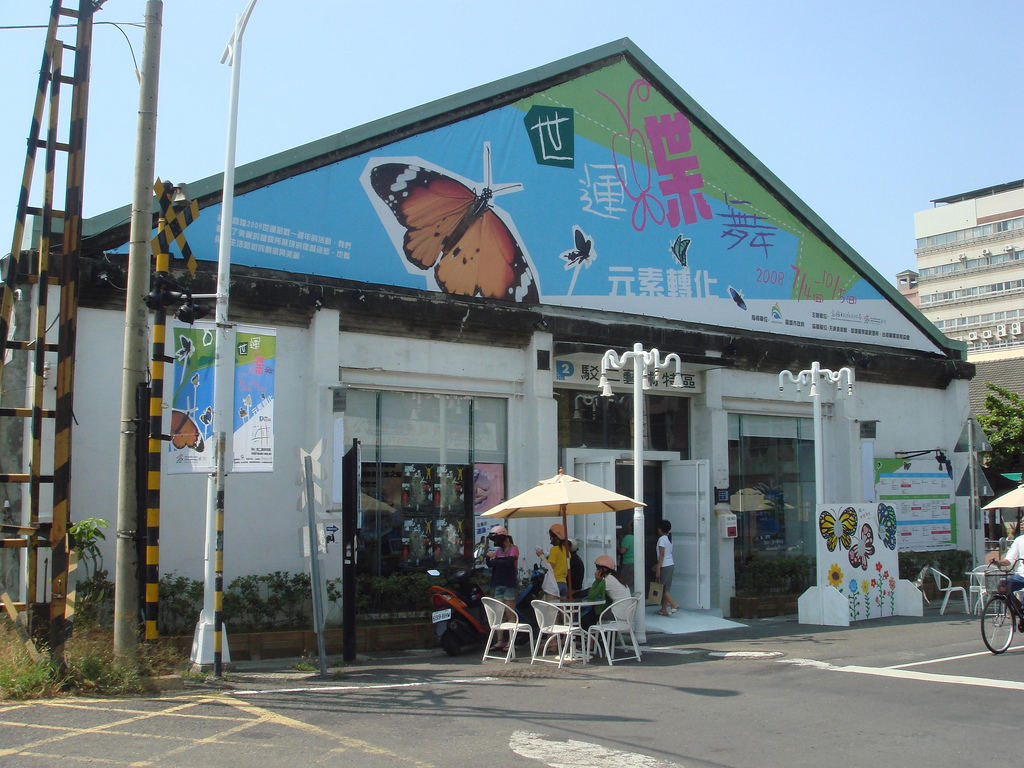
Gebäude im Kunstzentrum Pier 2

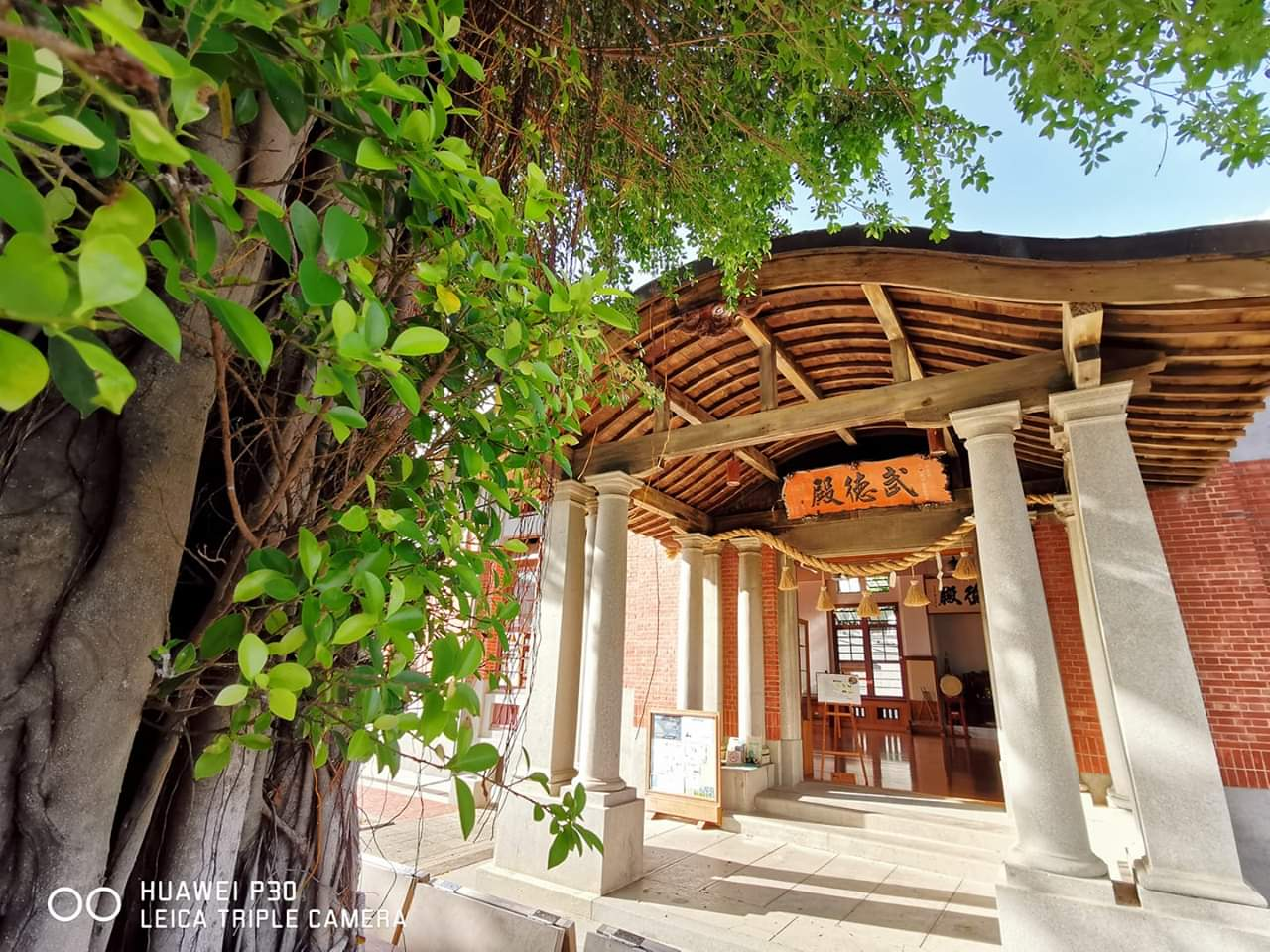
Die Wude-Halle

Hamasen (chinesisch 哈瑪星 Hāmǎxīng, taiwanisch Há-má-seng, japanisch 哈瑪星 Hamasen) ist ein Viertel im Bezirk Gushan der taiwanischen Stadt Kaohsiung. Es bildet den südwestlichen, am nördlichen Ende des Hafens von Kaohsiung gelegenen Teil von Gushan. Während der japanischen Herrschaft über Taiwan erschlossen, entwickelte es sich Anfang des 20. Jahrhunderts zum politischen und wirtschaftlichen Zentrum Kaohsiungs und ist heute von touristischer Bedeutung.

## Geschichte
Während der japanischen Herrschaft über Taiwan (1895–1945) vollzog sich der Wandel des traditionellen Hafens der Stadt Kaohsiung (damals Takao) zu einem modernen Fischerei- und Industriehafen. Das Hafenbecken wurde erweitert und vertieft, dabei ausgebaggertes Sediment am Rand der nördlichen Hafenausfahrt aufgeschüttet, wodurch neues Land entstand. Zwei Eisenbahnlinien wurden gebaut, die von hier den Hafen entlang nach Süden führten. Das Gebiet wurde daher Hamasen (japanisch 濱線, „Küstenbahnlinie“) genannt, wovon sich der taiwanische und der chinesische Name ableiten.
Industrialisierung und die Nähe zum Hafen verschafften Hamasen immer mehr Bedeutung. Die taiwanische Nord-Süd-Eisenbahnlinie endete hier im Bahnhof Takao. Neben Fabriken und Lagerhallen entstand ein gehobenes Wohnviertel, das als Minatomachi (湊町 „Hafenstadt“) bekannt wurde. Zwischen 1917 und 1939 beherbergte Hamasen das Bezirksamt und spätere Rathaus der Stadt Kaohsiung. Auch das Polizeipräsidium befand sich hier. Das Viertel wurde zum wirtschaftlichen und politischen Zentrum.
Im Zuge des rasanten Wachstums Kaohsiungs verlagerte sich das Stadtzentrum ab Mitte des 20. Jahrhunderts nach Osten. Mit dem Strukturwandel seit Ende des Jahrhunderts verlor Hamasen nach und nach an wirtschaftlicher Bedeutung. Viele Gebäude und Hafeneinrichtungen standen leer oder verfielen. Seit der Jahrtausendwende wurde das Viertel touristisch erschlossen und ist heute ein beliebtes Ausflugs- und Reiseziel.

## Sehenswürdigkeiten
Hamasen ist durch die orange Linie der U-Bahn Kaohsiung, die Straßenbahn Kaohsiung und Buslinien gut an das öffentliche Verkehrsnetz angebunden. Von Hamasen aus kann man mit einer Fähre zur auf der anderen Seite des Hafens gelegenen Insel Qijin übersetzen. Das Viertel ist durch zahlreiche Geschäfte, Restaurants, Cafés, Tempel und restaurierte historische Gebäude aus der japanischen Kolonialzeit geprägt. Zu den bekannteren Sehenswürdigkeiten zählen:
- Der Fischereihafen Gushan (鼓山漁港), der sich zu beiden Seiten des Fähranlegers erstreckt und in dem zumeist kleinere Kutter und Yachten anlegen. Hier befindet sich auch der Fischmarkt Gushan (鼓山魚市場).
- Der Eisenbahn-Kulturpark Hamasen (哈瑪星鐵道文化區). Hier befindet sich der Bahnhof Hafen Kaohsiung (高雄港車站), früher Bahnhof Takao (打狗驛), der 1900 in Betrieb genommene historische Bahnhof der Stadt. Das Gelände wurde zum Eisenbahnmuseum Takao (打狗鐵道故事館) und einem Park umgestaltet, in dem man unter anderem alte Lokomotiven und Waggons besichtigen kann.
- Das Kunstzentrum Pier 2, ein ehemaliges Hafengelände, das heute als Veranstaltungsort für Ausstellungen, Konzerte und andere kulturelle Aktivitäten dient.
- Das 1879 erbaute Britische Konsulat in Takao (打狗英國領事館及官邸), das bis 1909 als Vertretung des Vereinigten Königreichs diente und heute ein Café und ein Museum beherbergt. Von hier aus hat man einen guten Überblick über die Küste und den Hafen.
- Die Wude-Halle (高雄市武德殿), ein Gebäude aus der Kolonialzeit, in dem japanische Polizisten Kampfkunst praktizierten und das heute ein Museum ist.
- Der Tempel Kai Tai Fude Gong (開臺福德宮), dessen Geschichte bis ins 16. Jahrhundert zurückreichen und der somit das älteste in Taiwan befindliche Heiligtum für den Erdgott Tudi Gong sein soll.

Nördlich von Hamasen liegen zwei weitere beliebte Ausflugsziele, die Bucht Sizihwan und der Berg Shoushan, sowie die Sun-Yat-sen-Nationaluniversität.